# Lethal Weapon 4
Lethal Weapon 4 is een Amerikaanse actiefilm uit 1998 en is het vierde deel uit de Lethal Weapon-filmreeks. Opnieuw vertolken Mel Gibson en Danny Glover de hoofdrollen.
Het is een zogenaamde buddycop-film, die draait om een politieduo dat samen zaken moet oplossen. Het eerste deel verscheen al in 1987, daarna kwamen deel 2 en 3 uit in respectievelijk 1989 en 1992. Dit vierde deel kostte 140 miljoen dollar om te maken en is daarmee veruit de duurste uit de reeks. Hoewel de film in tegenstelling tot zijn voorgangers niet extreem succesvol was, wat voornamelijk te danken was aan de hoge kosten waardoor de film moeilijker terug te verdienen was, staat hij toch nog in de top 10 van succesvolste films uit 1998.

## Verhaal
Aan het begin van de film moeten Martin Riggs en Roger Murtaugh naar een melding van een bepantserde man die met machinegeweren en een vlammenwerper een straat aan het vernielen is. Eenmaal aangekomen op de plaats delict, worden ze meteen onder vuur genomen en wordt hun dienstauto binnen enkele momenten doorzeefd. Tijdens het vuurgevecht krijgt Riggs van Murtaugh te horen dat hij vader wordt. Murtaugh krijgt op zijn beurt weer te horen dat hij grootvader wordt.
Ondertussen arriveren er meerdere politiewagens, die allemaal onder vuur genomen worden. In een poging om de bepantserde man te stoppen, moet Murtaugh zich uitkleden en in zijn ondergoed als een vogel over straat rennen om hem af te leiden. De afleidingsmanoeuvre werkt en Riggs opent het vuur op de brandstoftank van de bepantserde man. De bepantserde man wordt gelanceerd en vliegt vervolgens tegen een volgeladen tankauto aan, met als gevolg dat die ontploft.
Negen maanden later, zitten Murtaugh, Riggs en Leo Getz op Murtaugh's boot Code 7, waar ze tijdens hun vistocht een haai hebben gevangen. Tijdens de discussie met wat ze met de haai gaan doen, horen ze plots schoten en zien ze een vrachtschip met hoge snelheid op hun af varen. Riggs klimt aan boord van het vrachtschip en komt tot de ontdekking dat het scheepsruim compleet gevuld is met Chinese illegalen. Tijdens zijn ontdekking wordt Riggs beschoten door de bemanningsleden en slaagt er vervolgens in om een van zijn aanvallers uit te schakelen, de kapitein kan echter ontkomen. Tijdens het vuurgevecht ontploffen enkele olievaten, en een van die vaten crasht in de Code 7, met als gevolg dat de boot zinkt.
Eenmaal aan land gekomen, wordt het schip opgewacht door de LAPD en door de kustwacht. Van een kustwachter krijgen ze te horen dat deze mensensmokkel maandelijks gebeurd en dat de illegalen weer terug naar China gestuurd worden. Even later vindt Murtaugh een reddingsbootje, met daarin een Chinese familie, de Hongs, die daar verstopt zitten zodat ze niet gedeporteerd worden. Murtaugh neemt de familie mee naar zijn huis.
Riggs ontdekt, via zijn vriendin Lorna Cole, dat Murtaugh's dochter Rianne stiekem getrouwd is met een politieagent. Murtaugh mag hier niet achter komen, omdat hij de agent in kwestie, Lee Butters, niet mag.
Even later komen Riggs en Lorna naar Murtaugh's huis en ontdekken dat Murtaugh de Hongs mee naar huis heeft genomen. Riggs confronteert Murtaugh dat hij nog eens best in de problemen kan komen als hij betrapt wordt met de Chinese familie in zijn huis. Murtaugh zegt dat hij ervan op de hoogte is, maar de familie toch een kans wil geven op een beter bestaan in de Verenigde Staten. Even later laat Riggs lichtjes tegenover de familie doorschemeren dat hij op de hoogte is van het geheime huwelijk van Rianne Murtaugh en Lee Butters. Riggs en Murtaugh gaan vervolgens naar het politiebureau, waar ze van hun hoofdinspecteur, Murphy, te horen krijgen dat ze gepromoveerd zijn tot hoofdinspecteurs. Dit komt doordat de LAPD zijn verzekering is verloren, mede door de capriolen van Riggs en Murtaugh.
Het spoor van de mensensmokkel leidt naar 'Uncle Benny Chan', een Chinese maffiabaas, die opereert vanuit een restaurant in Chinatown. Eenmaal bij Uncle Benny, worden Riggs, Murtaugh en Butters voorgesteld aan Wah Sing Ku, een belangrijk figuur van de Triade. Uncle Benny dwingt de agenten naar buiten te gaan, en op de weg naar buiten komen ze de gevluchte kapitein tegen. Hierop begint een achtervolging te voet, maar de kapitein slaagt erin om via de daken te ontsnappen. Uiteindelijk krijgt Ku de kapitein te pakken en vermoordt hem, omdat de politie er bij betrokken is geraakt.
Ondertussen heeft Hong contact gezocht met zijn oom, die al in de Verenigde Staten bleef. Door dit bericht kwam de Triade erachter dat de Hongs in Murtaugh's huis verbleven. Ku en de triade ontvoeren de Hongs en steken het huis in brand, met Riggs, Lorna, Murtaugh en zijn familie binnen. Uiteindelijk kunnen ze toch ontsnappen, door de hulp van Hong's kleinzoon, Ping, die zich verstopt had tijdens de ontvoering. Riggs en Murtaugh kunnen met de hulp van een politiehelikopter en de California Highway Patrol triade leden vinden en uitschakelen. Ku en de ontvoerde Hongs ontkomen echter en worden naar een warenhuis gebracht waar Hong's oom, gelddrukplaten moet maken voor de Triade. Hong's oom weigert verder te gaan, totdat de veiligheid van zijn familie gegarandeerd is. Ku breekt Hongs nek en dreigt de rest ook te doden als hij niet verder wil werken.
Ondertussen kunnen Riggs, Murtaugh en Butters (met Leo als afleiding) Uncle Benny ondervragen. Uncle Benny weigert, waarop Riggs Uncle Benny lachgas toedient. Tijdens de ondervraging komt Murtaugh erachter dat Lee Butters zijn schoonzoon is en krijgen ze enkele antwoorden van Uncle Benny. Even later bespreken ze dit met Rechercheur Ng en die denkt dat de Triade vals geld maakt om een corrupte generaal over te kopen, voor de vrijlating van de Vier Broeders, de hoogste bazen van de Triade. De Triade leden proberen Riggs, Lorna en Ping te doden door hun auto op de spoorbaan te duwen, dit lukt echter niet en de Triade leden komen zelf om het leven, na een aanrijding met twee treinen.
Ondertussen heeft Ku naast Hong, ook Hong's oom en Uncle Benny vermoord, omdat ze niet meer nuttig waren. Even gaan Riggs, Murtaugh, Butters en twee andere detectives naar de havens toe om Ku te onderscheppen.
Eenmaal aangekomen, confronteren ze de corrupte generaal met het valse geld dat Ku en de Triade aan het overhandigen was. Hierop begint een vuurgevecht tussen de Triade, het privéleger van de generaal en de politie. Drie van de Four Brothers worden door de generaal geëxecuteerd, waarop hij wordt neergeschoten door de triade. Na een vuurgevecht zijn de meeste triade-leden en soldaten gedood en is Butters gewond geraakt. Ku en zijn broer (de laatste van de Four Brothers) ontkomen echter, maar de broer wordt neergeschoten door Murtaugh. Riggs en Murtaugh gaan het gevecht aan met Ku, waarop Ku uiteindelijk onder water uitgeschakeld wordt door Riggs. Riggs wordt verder onder water geduwd, doordat een stuk beton deels op hem valt. Murtaugh komt er net op tijd achter en slaagt erin om Riggs te redden.
Een tijd later bezoekt Riggs het graf van zijn overleden vrouw om haar advies te vragen over zijn huwelijk met Lorna. Op de begraafplaats komt Riggs Leo tegen, en die vertelt hem een emotioneel verhaal over zijn jeugd en over hun vriendschap. Riggs snapt het doel van het verhaal en krijgt een andere kijk op het huwelijk en zijn vriendschap met Leo. Ondertussen wordt hij opgepiept door Lorna, met de boodschap dat de baby eraan komt. Riggs en Lorna worden in het ziekenhuis onofficieel getrouwd door een rabbi, voor de bevalling.
Ook wordt Murtaugh grootvader op die dag en accepteert Butters als zijn schoonzoon. Even later krijgen Riggs en Murtaugh te horen dat ze weer detectives zijn en dat de hoofdcommissaris van de LAPD ervoor gezorgd heeft dat de Hongs asiel hebben gekregen.

## Rolverdeling
| Acteur       | Personage                  |
| ------------ | -------------------------- |
| Mel Gibson   | Rechercheur Martin Riggs   |
| Danny Glover | Rechercheur Roger Murtaugh |
| Joe Pesci    | Leo Getz                   |
| Rene Russo   | Lorna Cole                 |
| Chris Rock   | Rechercheur Lee Butters    |
| Jet Li       | Wah Sing Ku                |
| Steve Kahan  | Hoofdinspecteur Ed Murphy  |
| Kim Chan     | Benny 'Oom Benny' Chan     |
| Darlene Love | Trish Murtaugh             |
| Traci Wolfe  | Rianne Murtaugh-Butters    |
| Eddy Ko      | Hong, Chinese vluchteling  |
| Calvin Jung  | Rechercheur Ng             |
| Damon Hines  | Nick Murtaugh              |
| Ebonie Smith | Carrie Murtaugh            |

## Productie
In 1993, één jaar nadat Lethal Weapon 3 uitkwam, waren Warner Bros. en Joel Silver bezig met een scenario van Jonathan Hensleigh over te kopen, die de werktitelSimon Says had. In dit scenario werd beschreven hoe een detective en een winkeleigenaar gedwongen worden om een terrorist te stoppen die door de hele stad bommen heeft geplaatst, als wraak tegen de detective. Helaas was het verhaal al gekocht door 20th Century Fox, die het scenario wou gebruiken voor de film The Crow. Uiteindelijk lukte dit niet, en werd het scenario gebruikt in de derde Die Hard film.
In Juli 1993 begonnen Silver en Warner Bros. met het schrijven van een vierde én een vijfde deel, waarbij Jonathan Lemkin het script voor het vierde deel schreef en een andere schrijver aan het vijfde deel zou werken. Het idee was dat de films een back-to-back project zouden worden, waarbij het vierde en vijfde deel op elkaar aansloten. In 1994 ging Richard Donner akkoord met het maken van de twee films. Echter, toen hij een gesprek had met Mel Gibson, kreeg hij te horen dat Mel niet geïnteresseerd was om mee te spelen in de vervolgen.
Tussen 1994 en 1995 werd scenarioschrijver Jeffrey Boam ingehuurd, die al eerder heeft meegewerkt aan de eerste drie Lethal Weapon films. Boam had echter problemen met zijn taak, hij was namelijk bang dat hij weer ontslagen zou worden en dat hij steeds zijn scenario opnieuw moest schrijven. Uiteindelijk schreef hij toch het scenario voor Lethal Weapon 4, waarin Riggs en Murtaugh tegen Neo-Nazi's moesten vechten, die terroristische aanslagen pleegden in Los Angeles. In Januari 1995 was de eerste versie van het scenario klaar, maar Boam was er zeker van dat hij zijn scenario minstens drie keer moest herschrijven.
Terwijl Jeffrey Boam bezig was met zijn scenario, waren ook andere schrijvers bezig met scenario's te maken voor Lethal Weapon 4, deze scenario's werden allemaal afgeketst. Uiteindelijk werd het scenario van Boam ook afgeketst, omdat Warner Bros. graag de Chinese Triade in de film wou hebben, onlangs velen die wilden dat het scenario van Boam gebruikt zou worden, wat de duistere toon van de eerste film weer terug bracht.
Voor het script en scenario werden Jonathan Lemkin en Channing Gibson ingehuurd. Channing Gibson accepteerde de baan, omdat hij overtuigd was dat een film schrijven makkelijker zou zijn dan een script voor een televisieserie. Maar Lethal Weapon 4, zou net als zijn twee voorlopers steeds opnieuw geschreven worden en tegen de tijd dat het filmen begon, was het einde nog niet eens geschreven.
Hoewel Leo Getz en Lee Butters in de film voorkomen, zaten ze niet in de originele scripts. Joe Pesci speelde alsnog Leo Getz en kreeg $1 miljoen betaald voor zijn drie weken werk. Toen Channing Gibson bijna klaar was met het script waarin Leo Getz in voorkwam, werd Chris Rock bij de cast toegevoegd, waardoor Gibson gedwongen was om het script nogmaals te schrijven. Lee Butters was oorspronkelijk geschreven als een homoseksueel karakter. Maar toen de opnames begonnen, vond iedereen dat het karakter niet in de film hoorde, dus daarom werd Butters herschreven als de geheime man van Rianne Murtaugh.
De opnames begonnen in Januari 1998, met in de gedachte dat de film in de zomer van dat jaar uit zou komen. Door het constante herschreven script waren de opnames pas in Mei 1998 klaar, waardoor de editors gedwongen waren om extreem snel de film te editen, hierdoor kwam het dat de trailer enkele scenes vertoonden die uiteindelijk uit de film verwijderd zijn. De film kwam uiteindelijk, zoals gepland, in Juli 1998 in de bioscopen.

## Trivia
- Jackie Chan zou aanvankelijk de rol van Wah Sing Ku spelen, maar omdat hij er niet van houdt om een slechterik te spelen, ging de rol naar Jet Li. Het was daarmee zijn Amerikaanse filmdebuut.
- Mel Gibson zag ertegen op om mee te spelen in deze film. Hij kreeg uiteindelijk een bedrag van 25 miljoen dollar voor zijn terugkeer in de filmreeks.
- Joe Pesci zei na deze film dat hij zijn acteercarrière wilde afsluiten om zich meer te richten op musicals en te genieten van het leven van de camera weg. In 2006 had hij echter weer een cameo, in de film The Good Shepherd.
- Code 7, de naam van Roger Murtaugh boot, is de LAPD radiocode voor lunchpauze.
- Dit is de enige film waarin Murtaugh's badkamer niet in voor komt; in het eerste deel kreeg hij zijn verjaardagstaart daar, in het tweede deel vond de bomaanslag plaats in de badkamer en in het derde deel kreeg hij daar zijn pensioneringstaart.
- In een scene zegt Lorna Cole dat Roger Murtaugh verdacht wordt dat hij steekpenningen aanneemt. Riggs grapt dat hij Murtaugh ooit heeft overtuigd om het te doen. Dit verwijst naar de scene in Lethal Weapon 2, waarin Riggs en Murtaugh vast zitten in een scheepscontainer vol met drugsgeld. Riggs probeerde Murtaugh te overtuigen om wat geld mee te nemen, omdat er toch niks meer met het geld gedaan zou worden.